# Пир за врани
„Пир за врани“ (на английски: A Feast for Crows) е четвъртата книга от фентъзи поредицата „Песен за огън и лед“ на американския писател Джордж Р. Р. Мартин. През 2006 г. получава номинация за награда Хюго за най-добър роман. Първоначално Мартин смята да издаде само една книга на мястото на 4 и 5, но поради големия листов обем той ги разделя на две – „Пир за врани“ и „Танц с дракони“.

## „Пир за врани“ на български език
- 2006 – Издателство: Бард. Превод: Валерий Русинов. (ISBN 9545859649) [2]